# Chūson-ji
Le Chūson-ji (中尊寺) est un temple bouddhiste situé à Hiraizumi, préfecture d'Iwate au Japon. C'est le premier temple de la secte Tendai de Tōhoku (nord-est du Japon).

## Description
Le complexe du Chūson-ji est composé des bâtiments suivants :
- le bâtiment principal (本堂, hondō?) ;
- le Konjiki-dō (金色堂?, litt. « Pavillon couleur d'or »), un mausolée recouvert d'or contenant les restes momifiés des chefs du clan Ōshū Fujiwara. Il se trouve dans un bâtiment en béton appelé shin.ōidō (新覆堂?) ;
- l'ancien bâtiment en bois qui protégeait le Konjiki-dō, appelé ōidō (覆堂?) ;
- un kyōzō, « entrepôt des Écritures », dépôt de sutras ;
- la scène de nô du sanctuaire shinto Hakusan (白山神社能舞台, Hakusan-jinja nōbutai?) ;
- le musée Sankōzō (讃衡蔵?), qui contient plus de 3 000 trésors nationaux et biens culturels importants.

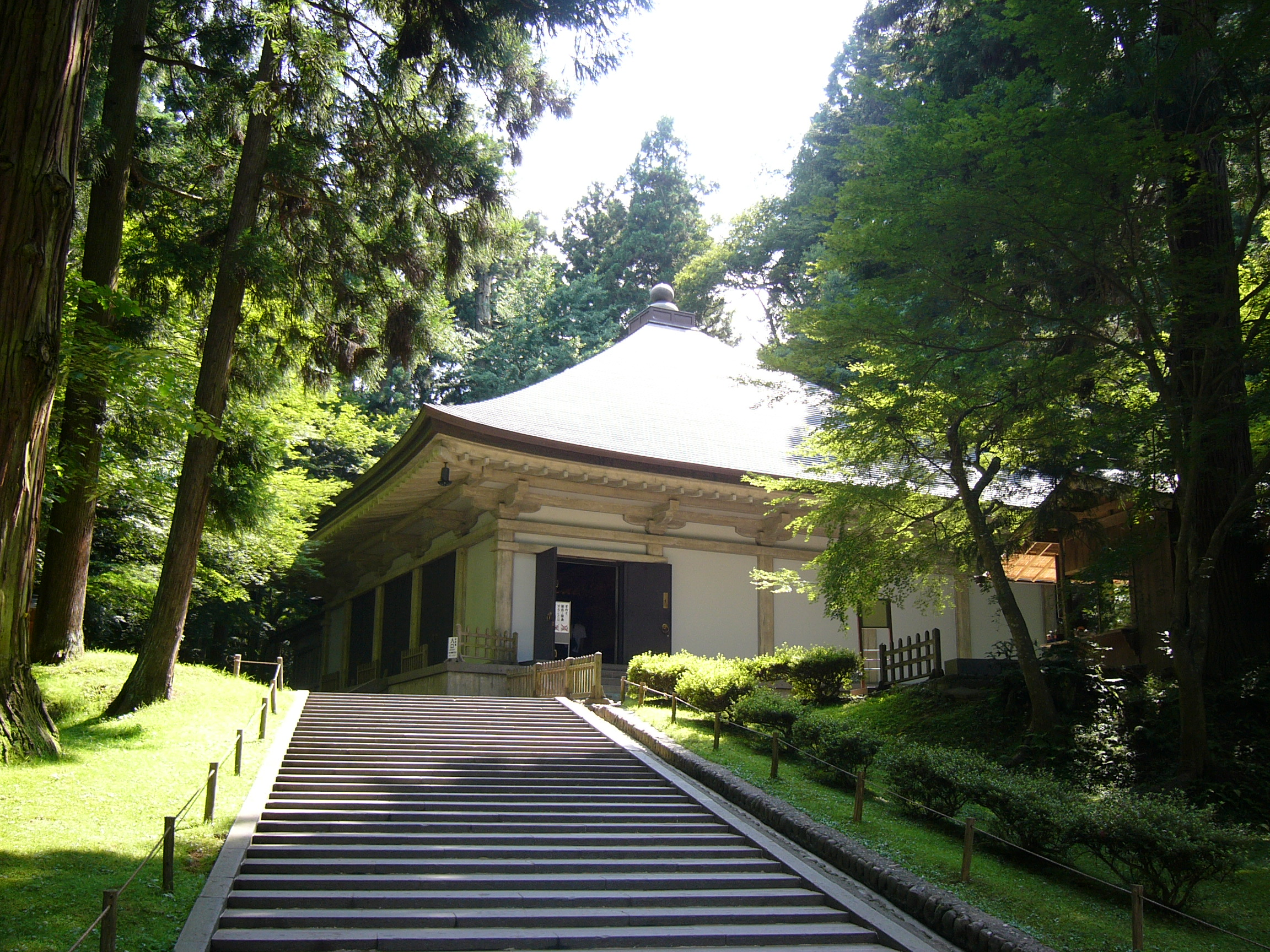
Le Konjiki-dō ōidō.
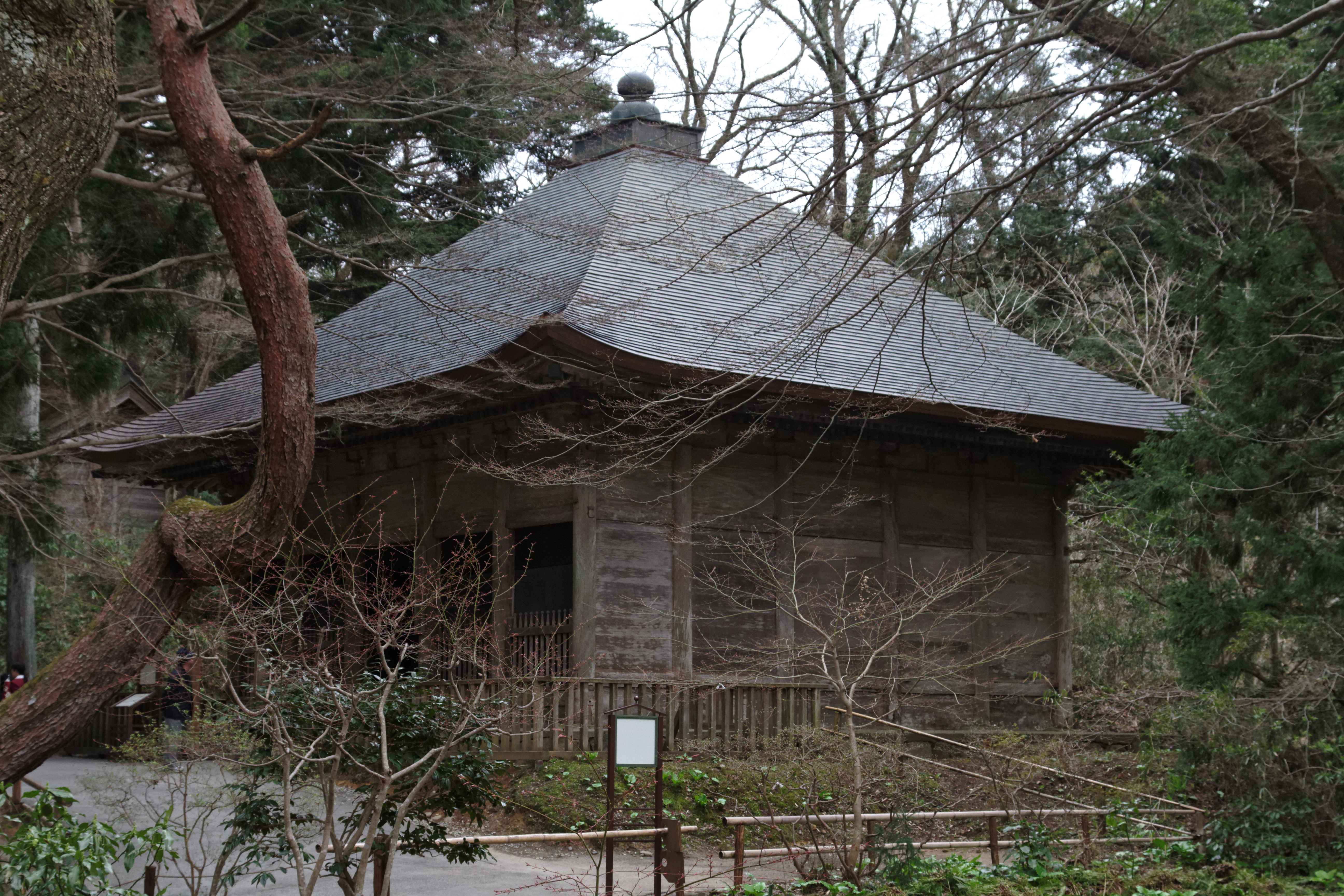
L'ancien ōidō.
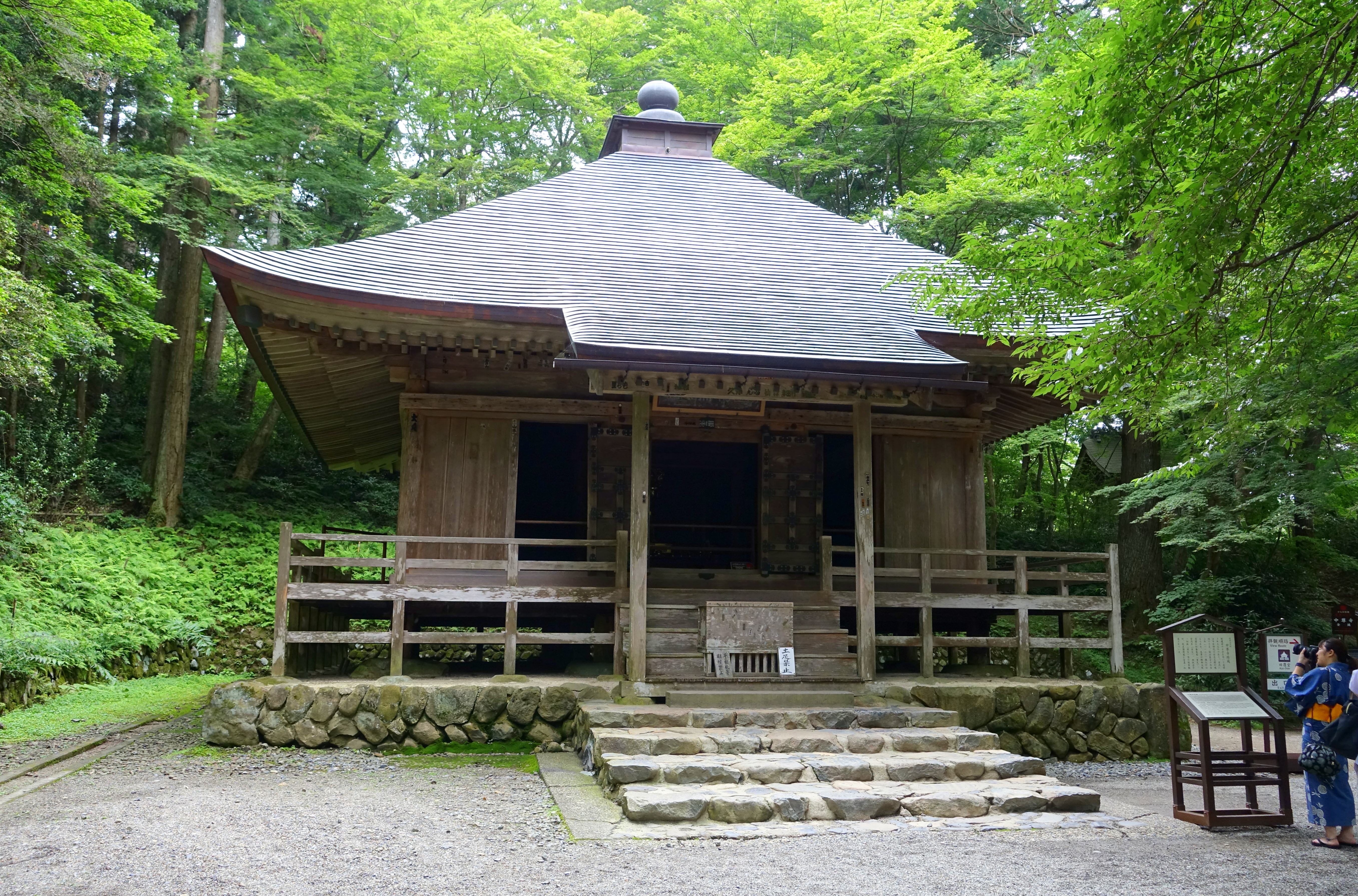
Le kyōzō.
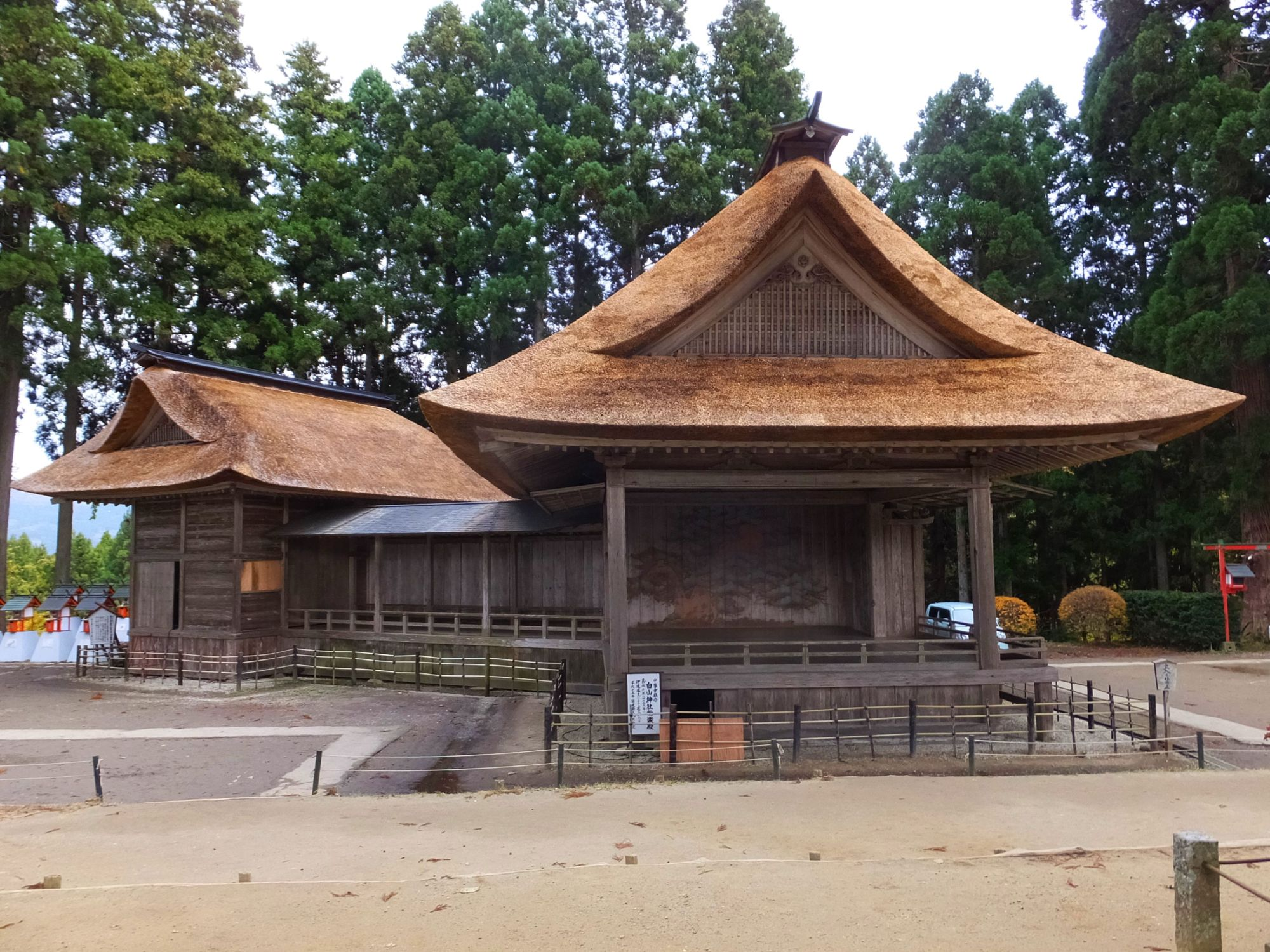
La scène de nô du sanctuaire shinto Hakusan.
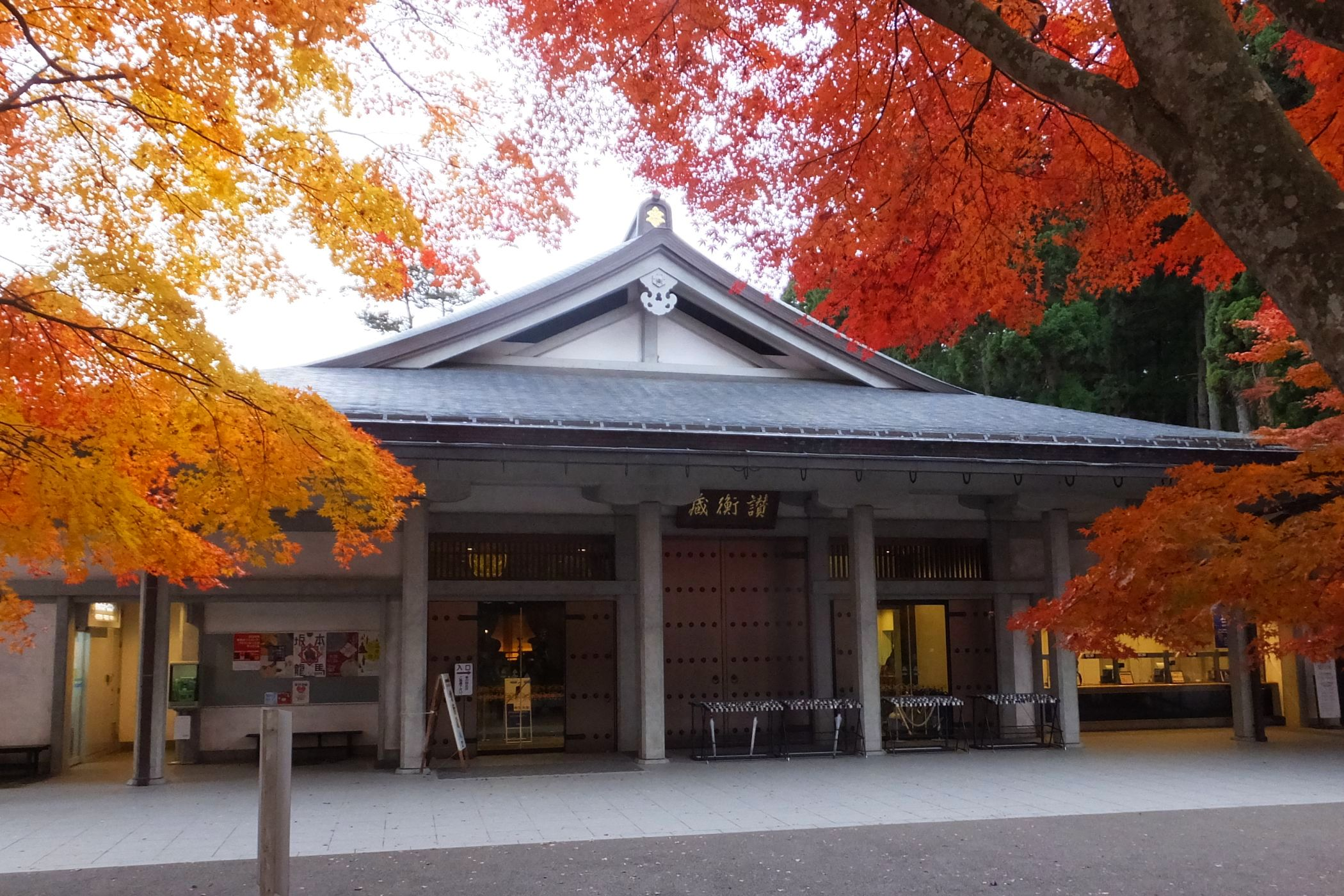
Le musée Sankōzō.

Le Konjiki-dō est un bâtiment en bois construit en 1124. La façade et l'intérieur sont recouverts de feuilles d'or. L'intérieur est décoré d'incrustations de nacre, d'argent, de verre coloré et de laque noire,. C'est un bâtiment carré d'environ 5,5 m de côté et d'environ 8 m de haut. L'intérieur du bâtiment contient trois autels, un pour chacun des trois premiers seigneurs Fujiwara. Il y avait à l'origine trente-trois sculptures à l'intérieur du temple, onze sur chaque autel, mais il en manque une à présent. Chaque autel comportait une statue du Bouddha Amida assis, entouré d'une statue du bodhisattva Seishi à gauche et d'une statue du bodhisattva Kannon à droite, ainsi que de six statues du bodhisattva Jizō sur les côtés, et d'une statue de Zōchōten à gauche et d'une statue de Jikokuten à droite. La statue de Zōchōten de l'autel sud-ouest est manquante.
La voie d'accès principale du Chūsonji, appelée « Tsukimizaka » (littéralement « la montée d'où contempler la lune »), est bordée de cyprès du Japon plantés il y a trois à quatre siècles. On trouve également une maison de thé.

## Histoire

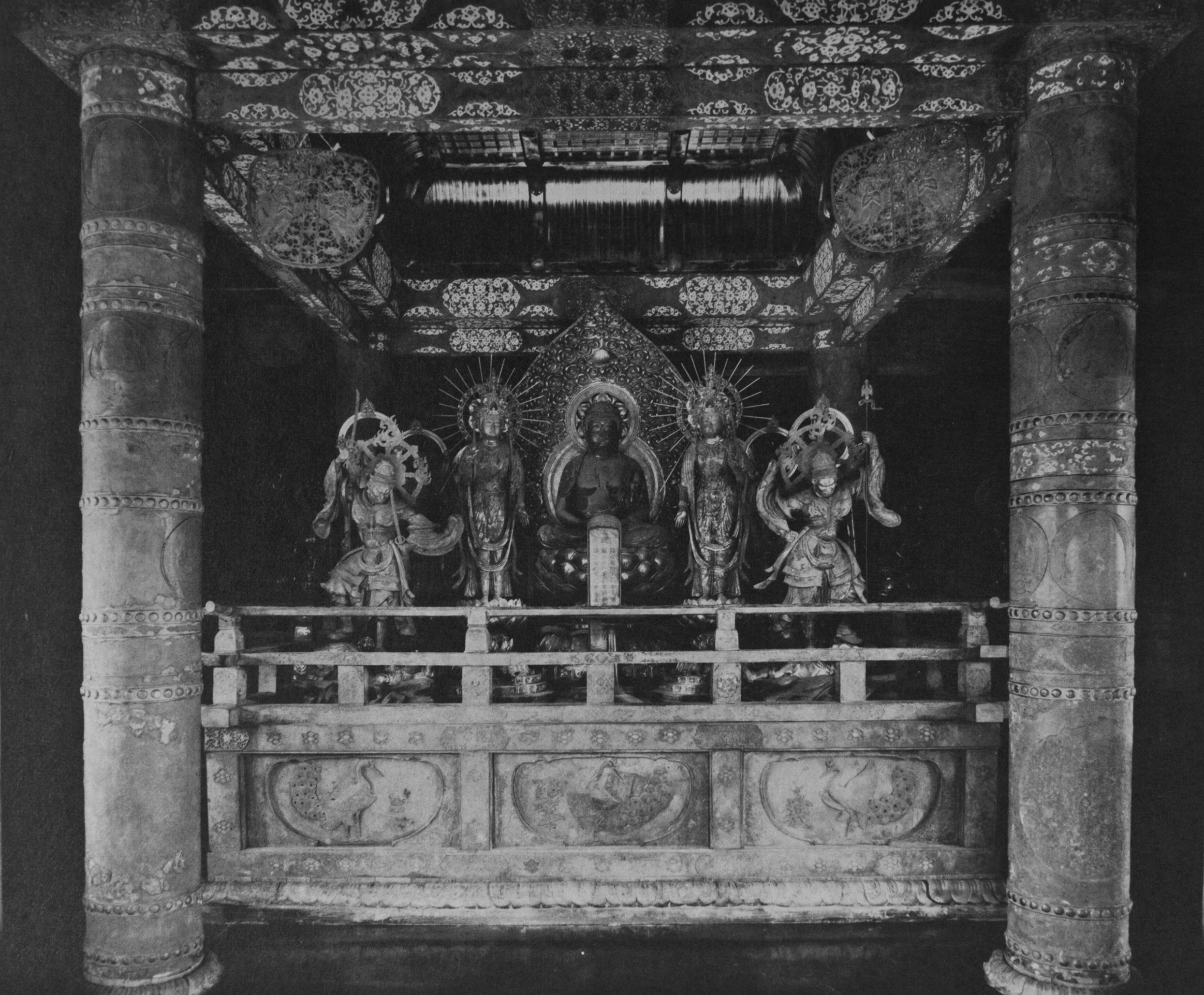
Le Konjiki-dō en 1915 (noir et blanc).

La secte Tendai affirme que le temple a été fondé en 850 par Ennin, le troisième abbé chef de la secte, mais la plupart des spécialistes pensent que Chuson-ji a été fondé par Fujiwara no Kiyohira vers 1100. Il est à l'origine du clan Ōshū Fujiwara qui a dominé le nord du Japon au XIIe siècle. Il n'y a aucune trace archéologique ou historique d'activité bouddhiste dans cette région avant 1100[réf. souhaitée].
Le Konjiki-dō est le seul bâtiment à avoir conservé son aspect d'origine. Le pavillon des sutras a été reconstruit durant la période de Kamakura (1185-1333) avec des matériaux datant de son époque d'origine. Le pavillon principal a été reconstruit en 1909.
Les momies ont été examinées pour la dernière fois en 1950. Il est supposé que la momie de Fujiwara no Kiyohira a été placée sous l'autel central. Les restes de Fujiwara no Motohira ont été identifiés car on sait qu'il a succombé à une hémorragie cérébrale. Sa momie a été trouvée sous l'autel nord-ouest. Les restes de Fujiwara no Hidehira ont été retrouvés sous l'autel sud-ouest à côté d'un cercueil contenant la tête de son fils Fujiwara no Yasuhira, décapité en 1189[réf. souhaitée].
Le Konjiki-dō était autrefois exposé dehors à l'air libre puis un bâtiment en bois a été construit pour l'entourer et le protéger des éléments. Il se trouve maintenant dans un bâtiment en béton derrière un épais verre acrylique et n'est visible que de l'avant. Il a été soigneusement reconstruit de 1962 à 1968 par une équipe de spécialistes. En 1964, l'artiste laqueur Shōgyo Ōba restaure les décorations en or et en laque du temple[réf. souhaitée].
En juin 2011, Chūson-ji est inscrit au patrimoine mondial de l'UNESCO en tant qu'un des sites et monuments historiques de Hiraizumi (en).